# Wartski
Wartski es una empresa familiar británica y anticuario especializado en obras de arte rusas, particularmente de la Casa Fabergé. Fue fundada en el norte de Gales en 1865 y posteriormente trasladó su sede a Londres. Posee la Royal Warrant de joyero oficial de Isabel II del Reino Unido y el Príncipe de Gales.

## Historia
Morris Wartski (1855-1946) un inmigrante polaco-judío de la ciudad de Turek en Polonia, fundó una joyería en Bangor, Gales del Norte en 1865, luego amplió el negocio y abrió una tienda de telas.
Uno de los seis hijos de Wartski, Isidore (1879-1965), se unió al negocio textil y abrió su propio establecimiento en Bangor que convirtió en una gran tienda de moda. También fundó en esa misma ciudad, Castle Hotel, un hotel de alta categoría y de referencia local que fue demolido en 1996. Además fue Alcalde de Bangor entre 1939 y 1941, reconocido por su gestión en la construcción de viviendas, su contribución para la eliminación de los peajes de Manai Bridge, así como por ser un mecenas de los deportes y las organizaciones benéficas locales. En 1968, su viuda Winifred Marie, donó a la ciudad de Bangor en su memoria, los terrenos dónde se ubican los Wartski Fields. Otro de los hijos de Wartski ayudó a desarrollar el negocio de la joyería hasta convertirlo en un negocio internacional. Los otros dos hijos de Wartski, Harry y Charles, ampliaron el negocio abriendo dos nuevas sucursales en Llandudno, en 1907. Charles murió joven, pero Harry continuó con la ayuda de Emanuel Snowman, su cuñado.
En 1911, Snowman abrió la tercera sucursal y la primera de la firma en Londres, donde posteriormente se estableció su sede. El hijo de Snowman, Kenneth (1919-2002), que había estudiado arte y se dedicaba a la pintura, decidió unirse a la firma en 1940, agregando una nueva visión con sus investigaciones, libros y exposiciones especializadas en las piezas de la Casa Fabergé. Las dos exposiciones más destacadas sobre Fabergé realizadas por Snowman fueron la de 1977 en honor al Jubileo de plata de Isabel II del Reino Unido, en el Museo de Museo de Victoria y Alberto de Londres, y la de 1983 en el Museo Nacional de Diseño Cooper-Hewitt de Nueva York.
En 1998, Nicholas Snowman, hijo de Kenneth Snowman y bisnieto de Morris Wartski, se convirtió en el director de la firma, y en su presidente en 2002. Hasta 2018, Geoffrey Munn, especialista en joyería, historiador y escritor, fue el director general; le sucedieron en este cargo, Katherine Purcell, especialista en joyas y obras de arte francés del siglo XIX y Kieran McCarthy, especializado en arte imperial ruso. Thomas Holman, especialista en gemas grabadas y diseño de joyas del siglo XIX y principios del XX, también forma parte del consejo de administración.
En Londres, la firma estuvo ubicada en diferentes locales de la ciudad, hasta que durante 44 años mantuvo una tienda en Grafton Street, y luego, en 2018 se mudó a un edificio construido en 1910, ubicado en St. James Street cuyo diseño fue realizado por el estudio Waldo Works.

## Clientes destacados
La firma Wartski recibió encargos de Eduardo VII del Reino Unido y uno de sus clientes habituales fue Henry Cyril Paget, el quinto Marqués de Anglesey. Como joyeros oficiales de la casa real británica, en 2005, Wartski hizo los anillos de boda para el príncipe Carlos de Gales y la duquesa Camilla de Cornualles, y en 2011, el anillo para la boda real entre Guillermo de Cambridge y Catherine Middleton.
Entre otros clientes de la firma destacan, el presidente estadounidense John F. Kennedy, los actores Bing Crosby, Elizabeth Taylor, Noël Coward, Merle Oberon, Tyrone Power o Barbra Streisand, el escritor Ian Fleming, la socialite Barbara Hutton, la poeta Edith Sitwell; y los cantantes Frank Sinatra o Elton John.

## Piezas de Fabergé
Con la Revolución rusa, muchos miembros de la aristocracia se llevaron consigo grandes cantidades de joyas hechas por Peter Carl Fabergé, así las piezas llegaron a las tiendas de toda Europa. Harry Wartski llevó a cabo un rastreo minucioso de las piezas y las compró para su joyería, y junto a su cuñado Snowman, también compraron algunas piezas al Gobierno de la Unión Soviética, cuya colección atrajo el patrocinio real de la firma. Snowman viajó a la Unión Soviética a partir de 1925 para negociar la compra de las antiguas joyas y obras de arte de la Dinastía Románov que fueron confiscadas por el gobierno provisional en 1917 y que se enviaron a custodia del museo Armería del Kremlin de Moscú.
A finales de la década de 1920, The Winter Egg, un huevo de Fabergé diseñado por Alma Pihl, fue comprado por Wartski. En noviembre de 1994 la pieza fue subastada por Christie's por un valor de 5,6 millones de dólares, y en abril de 2002 fue vendido por la misma casa de subastas a un postor anónimo por 9,6 millones de dólares. Algunos investigadores indican que esta joya fue comprada por el Emir Hamad bin Khalifa Al Thani y pertenece a la Familia Real Catarí.
En 1933, otro de los huevos de Fabergé, también diseñado por Pihl, The Mosaic Egg, fue vendido a Wartski por 5.000 rublos y este mismo año fue adquirido por el rey Jorge V del Reino Unido por 500 libras. Esta pieza fue heredada en 1953 por la reina Isabel II del Reino Unido, se custodia en la Royal Collection y se incluyó en una exposición pública en 2011, llamada Royal Fabergé que se realizó durante la inauguración de verano del Palacio de Buckingham.
Para la década de 1960, cuando el rey Faruq de Egipto fue depuesto, Kenneth Snowman, viajó a El Cairo a comprar algunas de las joyas de la corona egipcia, que también incluían algunas piezas de Fabergé.

## Exposiciones
- 2001 - French Jewellery of the Nineteenth Century.[39]
- 2006 - Fabergé and the Russian Jewellers.[40]
- 2010 - The Last Flowering of Court Art.[41]
- 2011 - Japonisme from Falize to Fabergé.[42]
- 2012 - Fabergé - A Private Collection.[43]
- 2015-2016 - Bejewelled Treasures: The Al Thani Collection. Museo de Victoria y Alberto, Londres.[44][45]
- 2018 - Designers & Jewellery 1850-1940: Jewellery & Metalwork from the Fitzwilliam Museum. Museo Fitzwilliam, Londres.[46][47][48]
- 2019 - Multum in Parvo: A Collection of Engraved Gems. Wartski. Londres.[17][49][50][51]

## Reconocimientos
Posee la Royal Warrant de joyero oficial de Isabel II del Reino Unido y el Príncipe de Gales.
En 2012, la fachada de la tienda ubicada en Grafton Street en Londres, diseñada por John Bruckland en 1974, fue catalogada por la English Heritage como un monumento clasificado de Grado II, por considerarse un edificio particularmente importante o de especial interés, por su diseño y rareza.
En 2019, el profesor Nathan Abrams de la School of Music and Media de la Bangor University realizó la exposición A Jewish History of Bangor, ocasión en la que también presentó la aplicación móvil Walking Jewish History y un mapa sobre la comunidad judía de Bangor en Gales, investigación en la que destacó la influencia y la importancia de los negocios de la familia Wartski en el desarrollo de la ciudad.

## Galería

### Tiendas

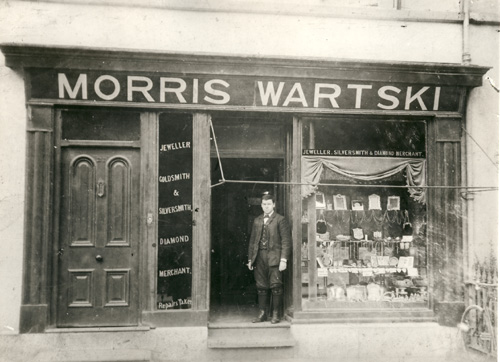
Primera tienda de Morris Wartski en High Street, Bangor, Gales
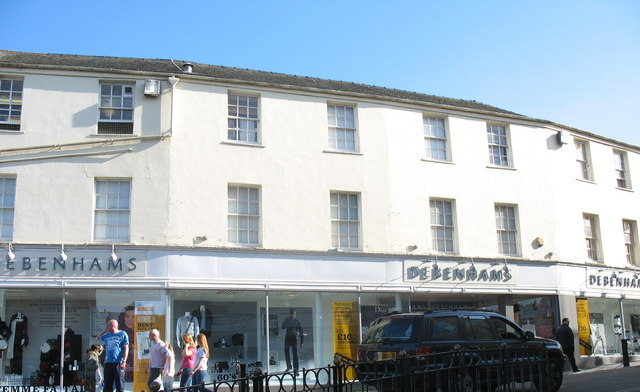
Ubicación de la primera tienda de telas de Morris Wartski en High Street, Bangor, Gales
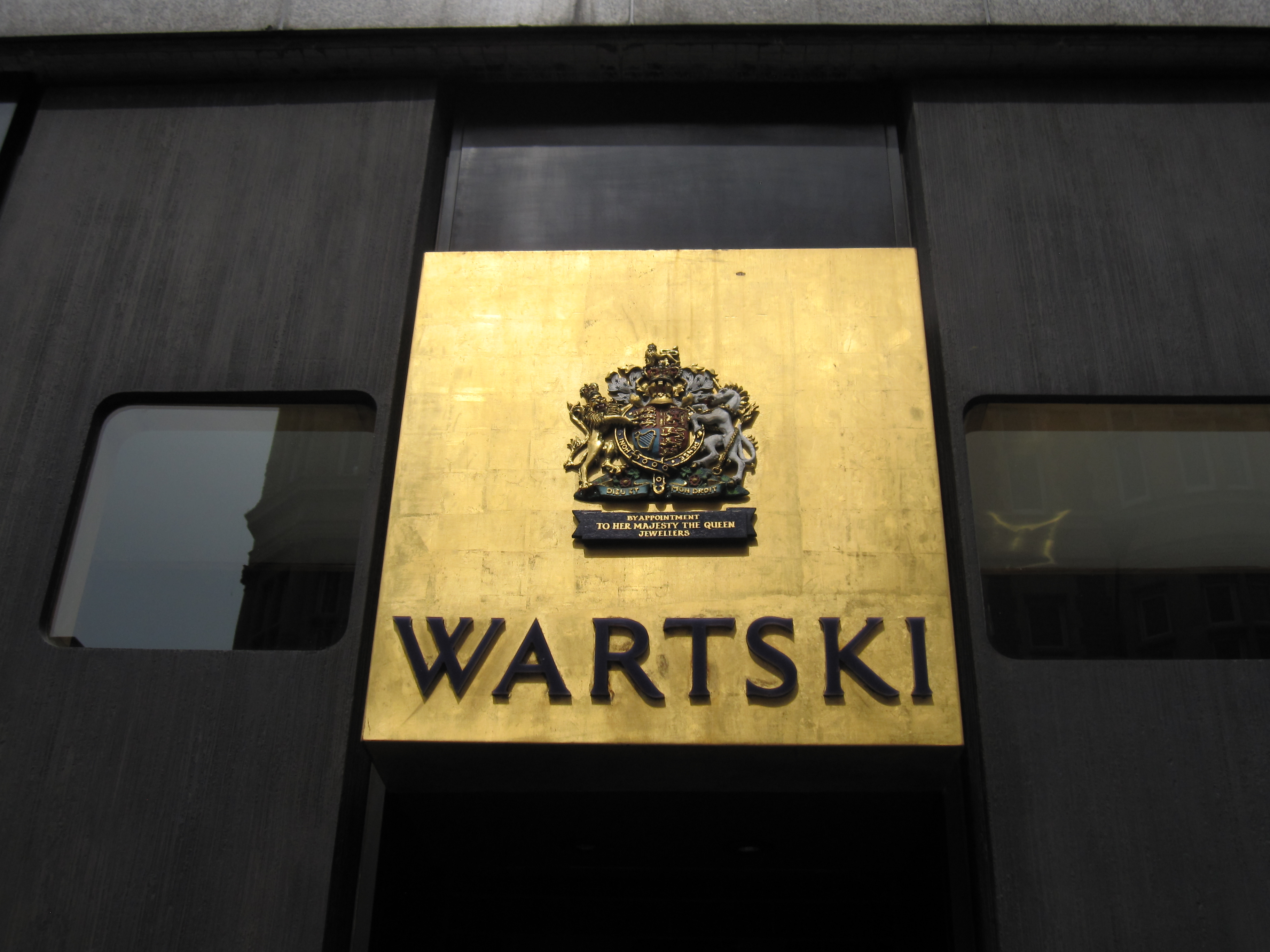
Tienda de Wartski en Grafton Street, Londres
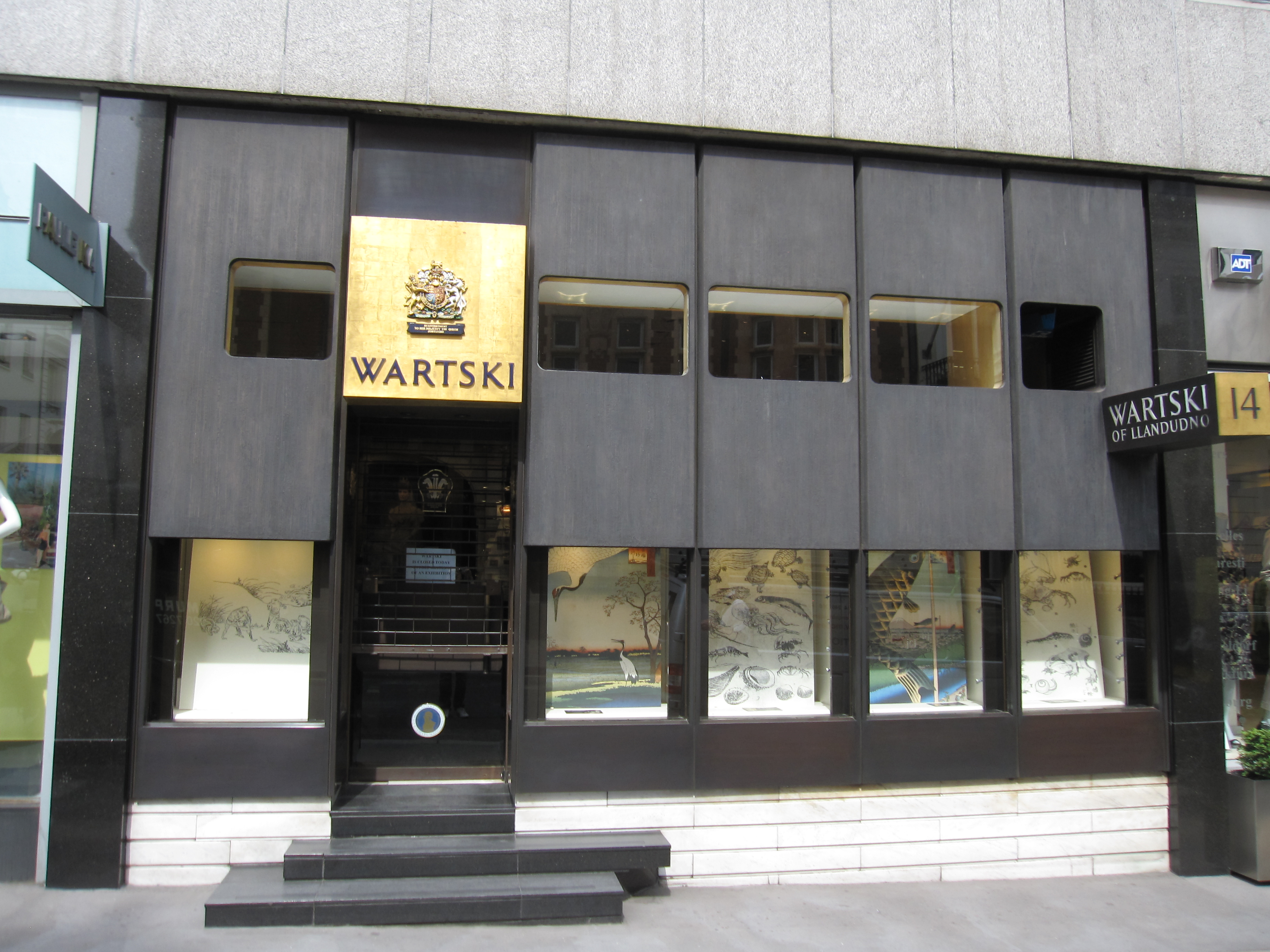
Tienda de Wartski en Grafton Street, Londres
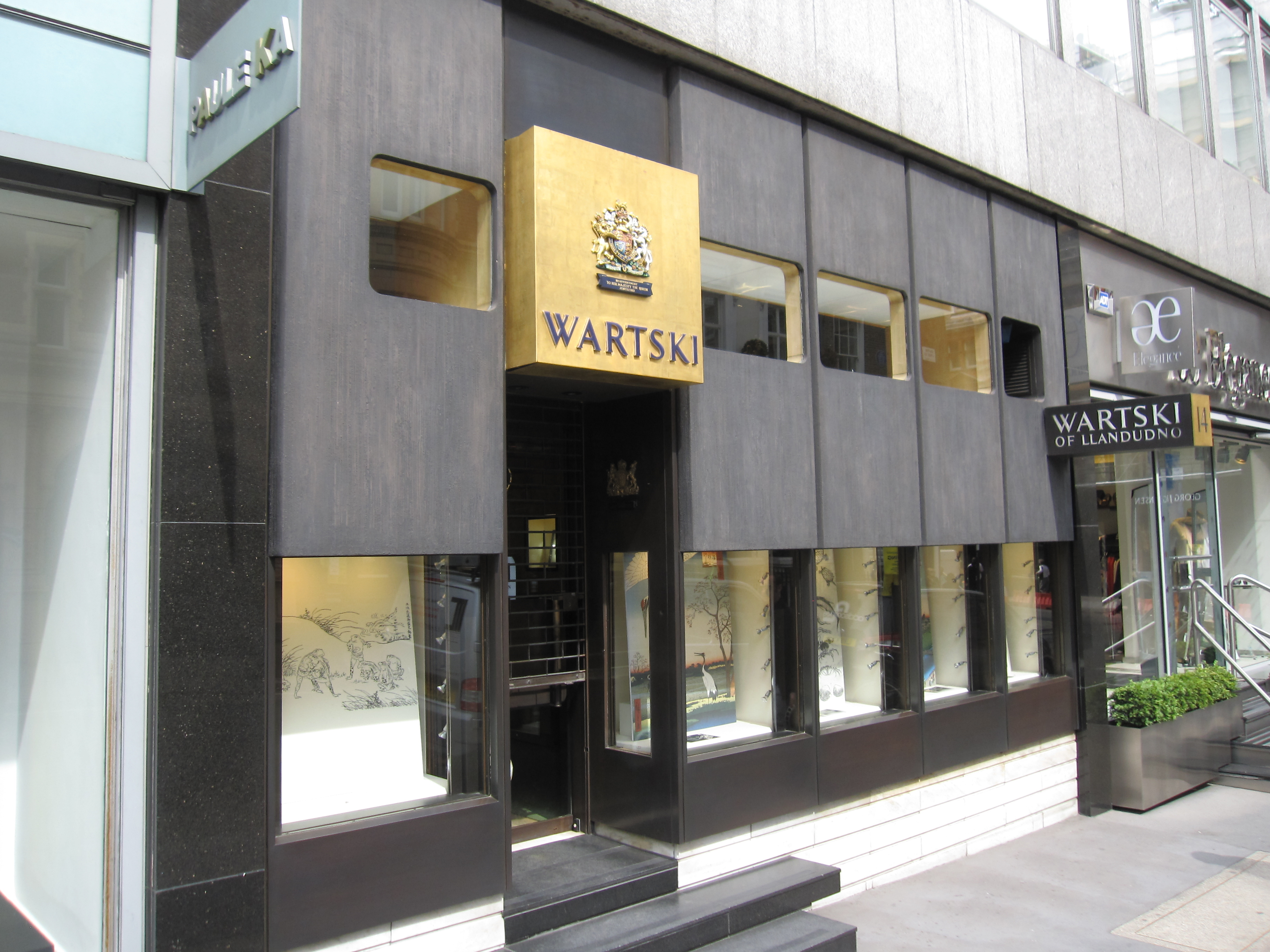
Tienda de Wartski en Grafton Street, Londres
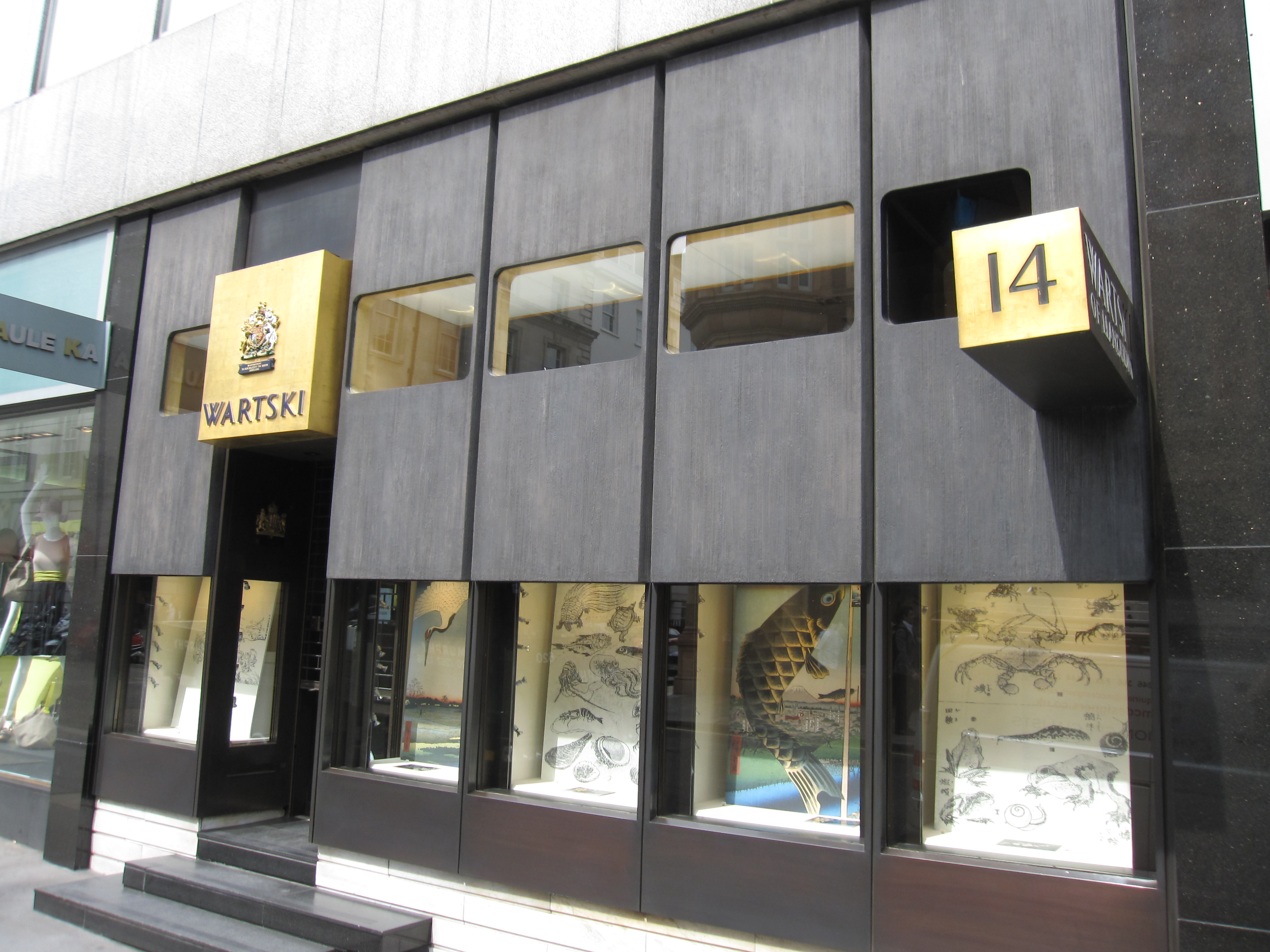
Tienda de Wartski en Grafton Street, Londres
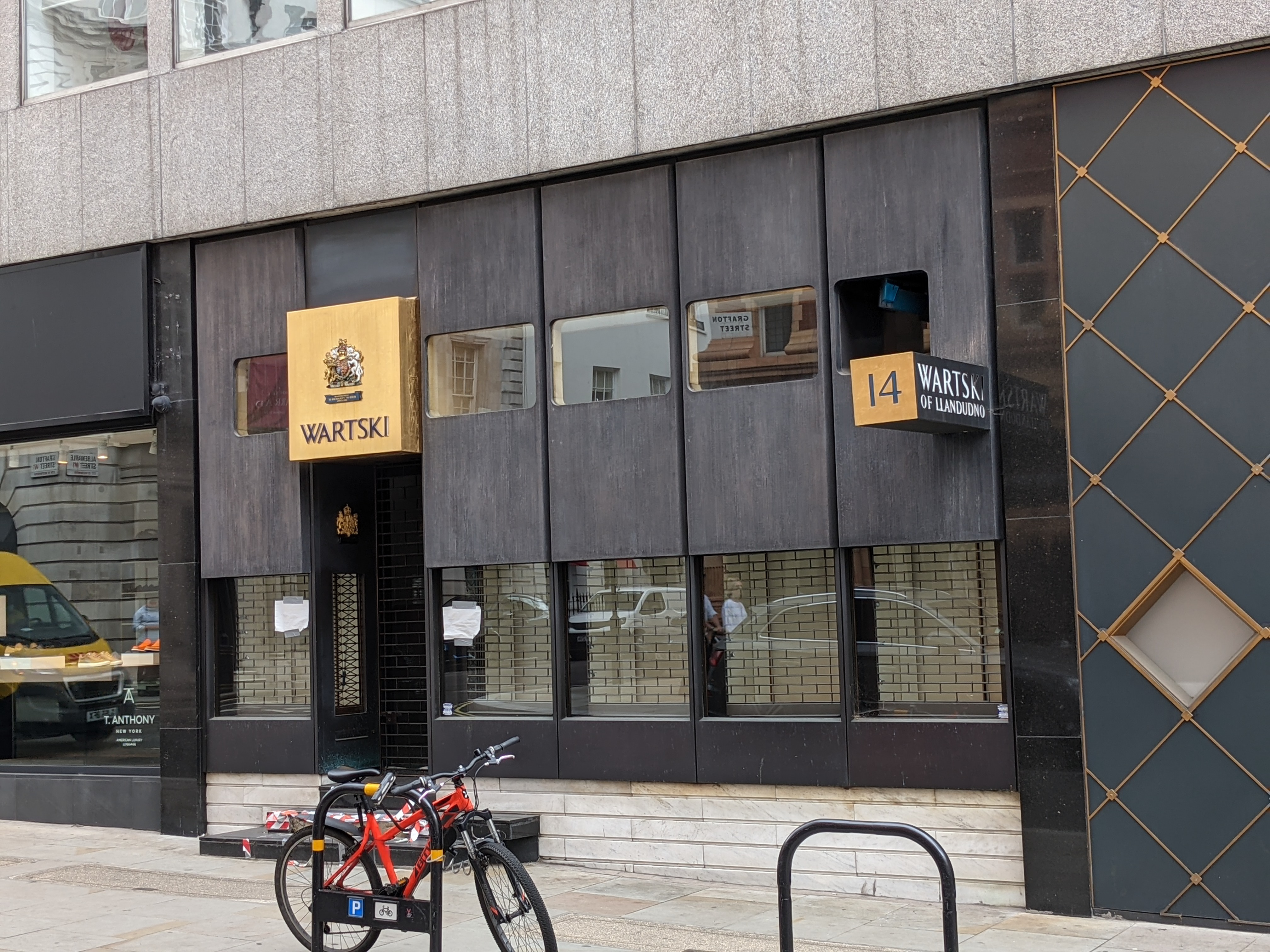
Tienda de Wartski en Grafton Street, Londres
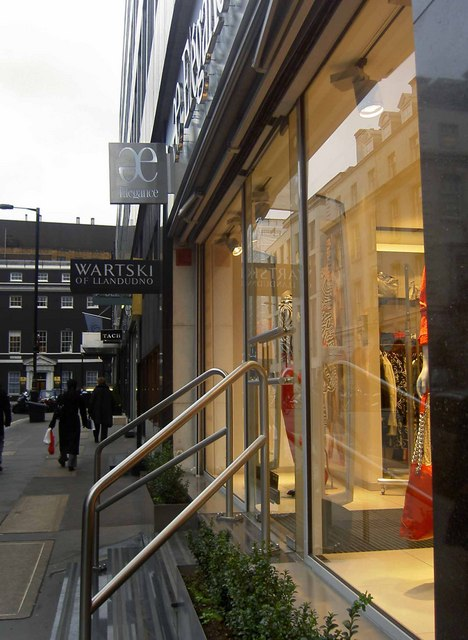
Tienda de Wartski en Llandudno
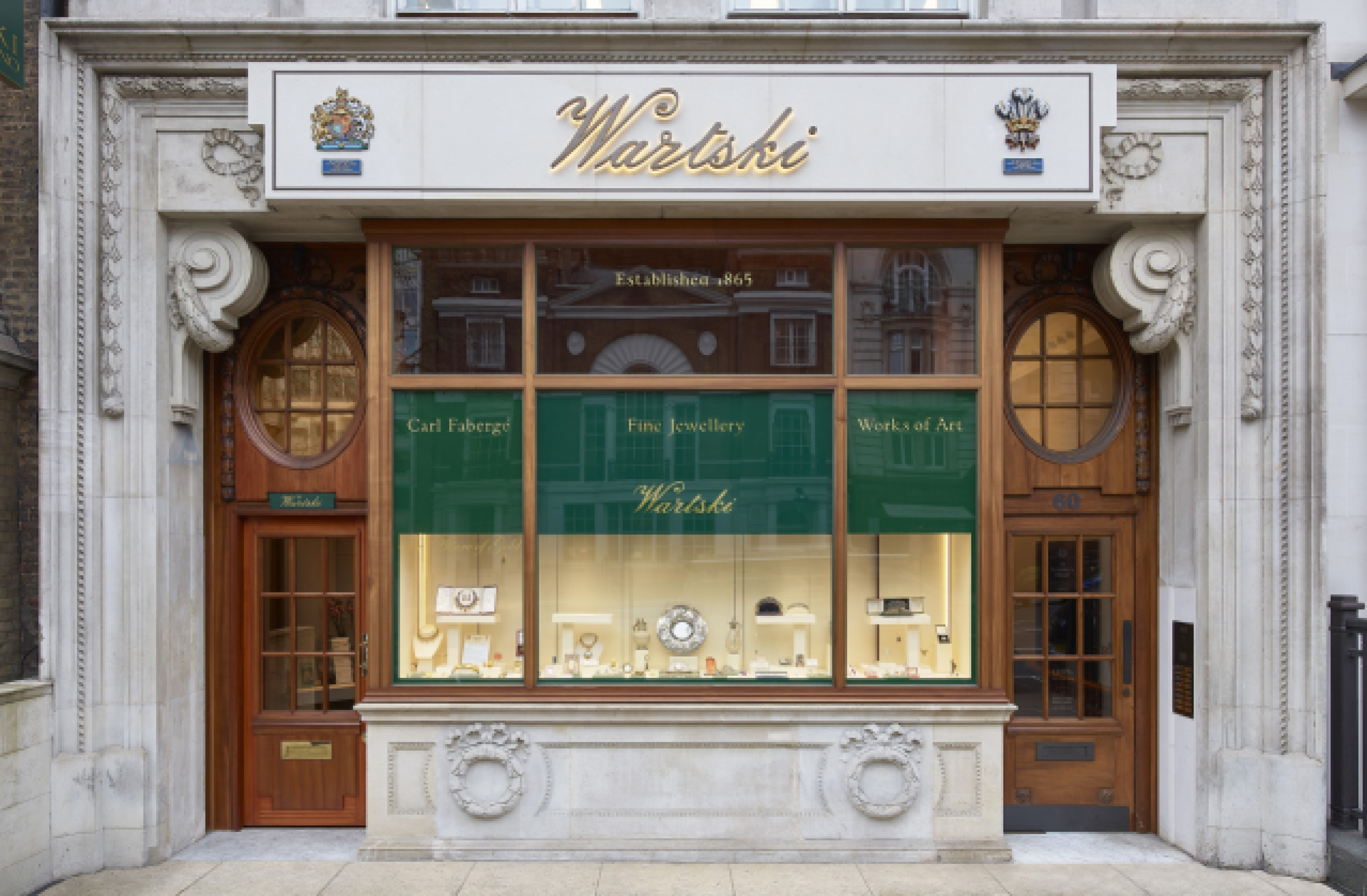
Tienda de Wartski en St. James's Street, Londres

### Wartski fields

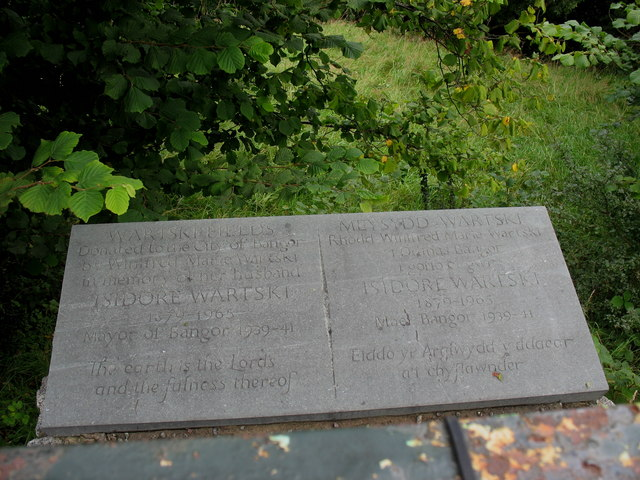
Monumento en Wartski fields, Bangor, Gales
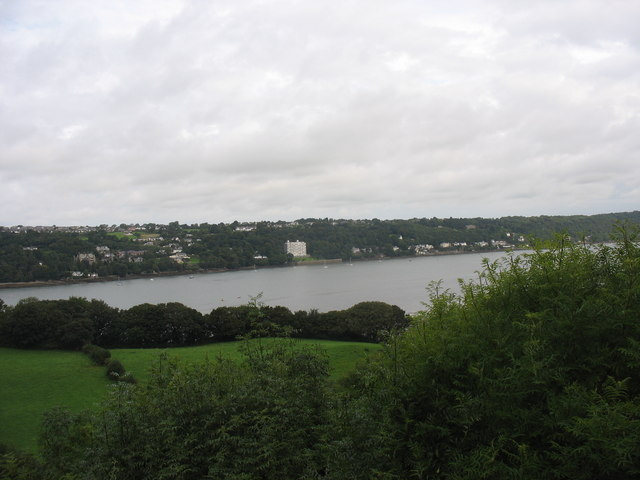
Wartski fields, Bangor, Gales
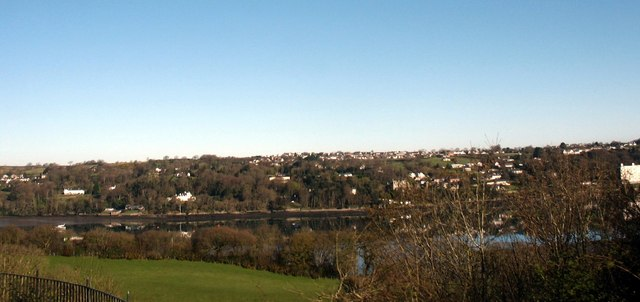
Wartski fields, Bangor, Gales